# Островський повіт (Мазовецьке воєводство)
Островський повіт (пол. powiat ostrowski) — один з 37 земських повітів Мазовецького воєводства Польщі.
Утворений 1 січня 1999 року в результаті адміністративної реформи.

## Загальні дані
Повіт знаходиться у східній частині воєводства.
Адміністративний центр — місто Острув-Мазовецька.
Станом на 1.01.2008 населення становить 74 815 осіб, площа 1217,78 км².

## Демографія
Демографічні дані повіту станом на 30.06.2005:
|       | Всього | Всього | Жінки  | Жінки | Чоловіки | Чоловіки |
| ----- | ------ | ------ | ------ | ----- | -------- | -------- |
|       | осіб   | %      | осіб   | %     | осіб     | %        |
| Повіт | 75 288 | 100    | 37 986 | 50,5  | 37 302   | 49,5     |
| Міста | 24 341 | 100    | 12 648 | 52    | 11 693   | 48       |
| Села  | 50 947 | 100    | 25 338 | 49,7  | 25 609   | 50,3     |

## Міжнародна співпраця
Міста й громади партнери:
- Ізяславський район, Україна
- Ізяслав, Україна[2]